# 金道満
金道満（キム・ドマン、生没年未祥）は、朝鮮民主主義人民共和国（北朝鮮）の政治家。朝鮮労働党の甲山派に属していた。

## 略歴
1948年9月の朝鮮民主主義人民共和国の建国に参加する。朝鮮労働党の党宣伝扇動部長、党書記などの要職を歴任する。1967年に唯一思想体系が採択されて金日成の独裁体制が強化されると甲山派は粛清されて失脚した。金道満の失脚後に朝鮮労働党の党宣伝扇動部の実権を掌握したのは、後に金日成主席の後継者となった金正日総書記であった。